# Bananas (album)
Bananas je sedmnácté studiové album britské hard rockové skupiny Deep Purple. Album vyšlo v září 2003 a jeho producentem byl Michael Bradford. Jedná se o první album Deep Purple, na kterém hraje Don Airey.

## Seznam skladeb
Autory všech skladeb jsou Ian Gillan, Steve Morse, Roger Glover, Don Airey a Ian Paice, pokud není uvedeno jinak.
| Pořadí         | Název                | Autor                                        | Délka |
| -------------- | -------------------- | -------------------------------------------- | ----- |
| 1.             | House of Pain        | Gillan, Bradford                             | 3:34  |
| 2.             | Sun Goes Down        |                                              | 4:10  |
| 3.             | Haunted              |                                              | 4:22  |
| 4.             | Razzle Dazzle        |                                              | 3:28  |
| 5.             | Silver Tongue        |                                              | 4:03  |
| 6.             | Walk On              | Gillan, Bradford                             | 7:04  |
| 7.             | Picture of Innocence | Gillan, Morse, Glover, Lord, Paice           | 5:11  |
| 8.             | I Got Your Number    | Gillan, Morse, Glover, Lord, Paice, Bradford | 6:01  |
| 9.             | Never a Word         |                                              | 3:46  |
| 10.            | Bananas              |                                              | 4:51  |
| 11.            | Doing It Tonight     |                                              | 3:28  |
| 12.            | Contact Lost         | Morse                                        | 1:27  |
| Celková délka: | Celková délka:       | Celková délka:                               | 51:25 |

## Sestava
Deep Purple
- Ian Gillan – zpěv
- Steve Morse – kytara
- Roger Glover – baskytara
- Ian Paice – bicí
- Don Airey – klávesy

Další hudebníci
- Paul Buckmaster – violoncello
- Beth Hart – doprovodný zpěv
- Michael Bradford – kytara